# Igor Orač
Igor Peter Orač , slovenski bobnar, * 28. april 1979.
Orač je član glasbene skupine Mi2.
Igor je začel svojo kariero pri Banhof band